# Bob Jones University v. Verenigde Staten
Bob Jones University v. Verenigde Staten, was een beslissing van het Hooggerechtshof van de Verenigde Staten in 1983 dat de Internal Revenue Service, zonder toestemming van het Congres belastingvoordelen kon weghalen voor organisaties die handelen tegen het algemene beleid van de regering in. 
De Bob Jones-Universiteit weigerde, op basis van hun Bijbelse interpretatie, nieuwe studenten die getrouwd waren met een partner van een ander ras, of daar voorstander van waren. In 1942 had de universiteit als onderwijsinstelling vrijstelling van belastingen gekregen. 
Op 19 januari 1976 liet de IRS weten dat de belastingvrijstelling – vanwege het beleid ten aanzien van gemengde huwelijken - met terugwerkende kracht per 1 december 1970 was opgeheven. De universiteit vocht de beslissing aan waarbij zij bepleitte dat haar opvatting over gemengde huwelijken op een religieuze grondslag berustte. In 1978 werd zij door een Federal District Court in het gelijk gesteld, maar het hoger beroep verloor de universiteit. Net voordat de zaak zou dienen voor het Hooggerechtshof vroeg president Ronald Reagan aan het Openbaar ministerie om de zaak te laten vallen, maar door politieke druk zag hij hier toch vanaf. In de zaak Bob Jones University v.  Verenigde Staten stelde het Amerikaans hooggerechtshof met 8 tegen 1 de IRS in het gelijk. Omdat de universiteit weigerde haar beleid ten aanzien van gemengde huwelijken aan te passen, moest zij een miljoen dollar terugbetalen aan de belastingdienst.
De rechtszaak is vooral bijzonder omdat zij een precedent schiep waardoor de belastingvrijstelling van religieuze, educatieve of filantropische instellingen kan worden weggenomen als zij handelen tegen het algemene beleid van de regering in.